# 全国青い芝の会
全国青い芝の会（ぜんこくあおいしばのかい）とは、脳性麻痺者による障害者差別解消・障害者解放闘争を目的として組織された日本の障害者（身体障害者）団体。機関誌『青い芝』。東京都で結成後、1960年代・1970年代に盛んとなった新左翼運動とも結びつき、神奈川県川崎市・横浜市を中心に全国的に活動。社会運動色の強い急進的な活動で知られ、1977年に川崎駅前で「川崎バス闘争」を起こしたことで存在を広く知られるようになった。

## 歴史

### 発足
1957年（昭和32年）11月3日、東京都大田区の矢口保育園で、高山久子、金沢英児、山北厚ら約40名が集まり「青い芝の会」として発足。発起人の山北厚が会長に就任する。
当初は脳性麻痺者の交流や生活訓練、障害児教育などを目的としていたが、次第に社会運動色を強め、障害者の福祉や障害年金・賃金などの生活問題、また朝日訴訟に影響を受け生活保護などの問題で、厚生省などの官公庁、自民党、社会党など各政党への陳情や交渉を行うようになった。また各地に地方組織も結成された。
1960年代からは社会への問題提起を強め、主要メンバーが安保闘争などに参加し、1960年代後半からは新左翼党派との結びつきも強まった。

### マハラバ村コロニー
1964年、茨城県新治郡千代田村（現：かすみがうら市）にあった単立寺院・閑居山願成寺の住職で、革命家を自称していた大仏空（おさらぎ あきら、1930年生 - 1984年7月6日死去）主導で、寺院内に「マハラバ村コロニー」を設置し「脳性麻痺者のコミューン」を標榜した。
しかしメンバー間の主導権争いが絶えず、また結婚して子をもうけたメンバーが将来を不安視して去って行くなどしたため、1969年に自然消滅した。
また同1969年、主導者の大仏空が同志に怪我をさせ懲役1年となっている。

### 神奈川青い芝の会結成
1966年6月、横塚晃一、横田弘、小山正義、矢田龍司らにより、神奈川県で「神奈川青い芝の会」が発足（会長：山北、副会長：横塚、編集長：横田）。実質的な会の中心となり、後年有名になる「川崎バス闘争」など、先鋭的な実力闘争を展開していくことになる。
同1970年5月、横塚晃一が神奈川青い芝の会副会長・会長代行に就任、1972年11月には神奈川青い芝の会会長に就任した。また1970年代には、障害を持つ胎児の中絶を合法化する内容の優生保護法（現：母体保護法）改正案反対運動、養護学校義務化反対運動なども行った。

#### 川崎バス闘争

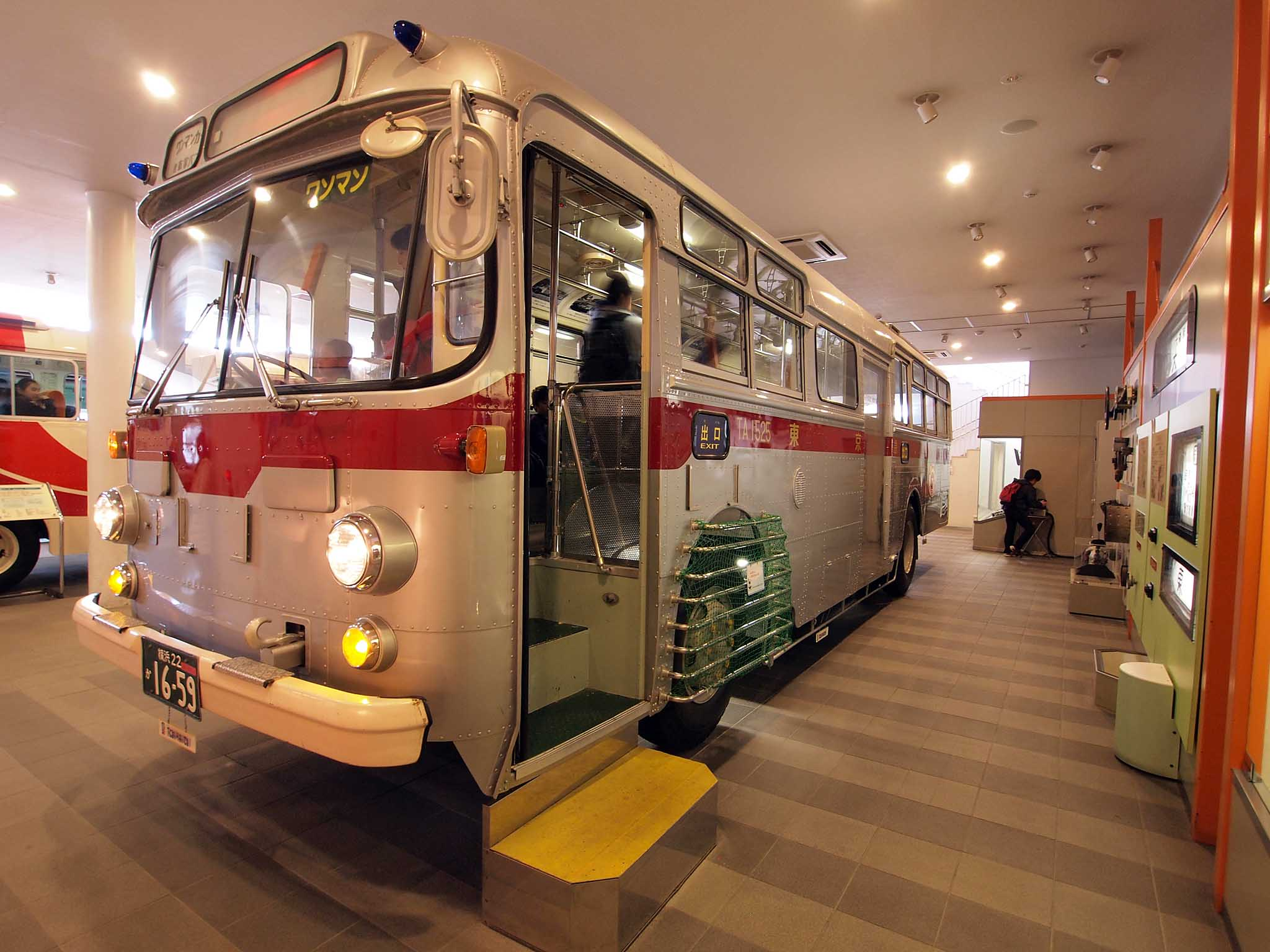
川崎市内の東急バスで当時使われていた路線バスの車両。
電車とバスの博物館 保存車両

1977年（昭和52年）4月12日、青い芝の会を全国的に有名にした「川崎バス闘争」を起こした。1976年（昭和51年）12月、神奈川青い芝の会の事務所があった川崎市内の路線バス（川崎市バス・東急バス）で、青い芝の会メンバーの車椅子での単独乗車に対する乗車拒否があった。青い芝の会は、運輸省（現：国土交通省）や東京陸運局（現：東京運輸支局）とたびたび話し合いの場を持ったが、当時のバス車両の仕様もあり、問題解決に至らなかった。
当時のバスは、床の高いツーステップバスで、車椅子用リフトやスロープ板もなく、車椅子利用者は介助者に抱え上げて乗せてもらう必要があり、安全上の理由で介助者同伴でなければ乗車が認められていなかった。介助者がいなければバス運転手が持ち上げて乗せるしかなく、腰を痛める運転手もあった。
この乗車拒否に対し、青い芝の会メンバーの脳性麻痺者60人と支援者の介助者らが全国から川崎駅前に結集、駅前に停車中の路線バス（川崎市バス・東急バス・臨港バス）に乗り込みバスジャックを行った。バス運転席のハンドルを破壊し、車内備え付けのハンマーで窓ガラスを割り、拡声器を出してアジ演説するなどして暴れ、約30台のバスに深夜まで立てこもった。強引にバスに乗り込んだり、介助者がバスに乗せて車椅子の障害者を置き去りにしたり、バスの前に座り込んで運行を止めたり、バス車内で消火液をぶちまけるなどの実力行使に出た。
この事件は、当時のテレビニュースや新聞などマスメディアでも大きく報じられ、暴力を伴う実力行使には大きな批判もあったが、公共交通機関におけるバリアフリーや乗車の問題に一石を投じた。

### 障害児殺人への抗議行動
その当時、障害者介護が一つの社会問題となっていた。1967年8月7日、生まれてから27年間心身障害で寝たきりの息子を父親が絞殺し、無理心中を図った事件があった。一命を取り留めた父親は妻（被害者の母親）と共に自首した。マスメディアでは、障害者施設が無いゆえの悲劇として同情的に報じられ、身障児を持つ親の会、全国重症心身障害児を守る会などが減刑嘆願運動を行った。その結果、父親は心神喪失を理由に無罪となった。そして社会的には、障害者施設の建設による介護者の負担軽減が必要な事件と受け止められた。
しかし青い芝の会にとっては、まったく違う問題意識があった。介護疲れなどを理由に心神喪失が認められるのならば、障害者にとって生存権の危機であり、自分たちが介護者などに殺されても当然だと受け止められかねないと危惧したのである。こうして自分たち脳性麻痺者は、健全者には｢本来生まれるべきではない人間｣「本来、あってはならない存在」と見られていると認識し、そうした健全者社会に対して「強烈な自己主張」を行うこととなった。その活動は問題提起を重視しており、対案を要求されると、まず「われわれの問題提起を人々ががっちり受け止め」る必要があると主張した。その上で、障害者施設は必要悪であり、その弊害をいかにカバーするかという問題を考えなくてはならないとした。
1970年5月29日、横浜市金沢区で母親が介護を苦にして、重度心身障害児のわが子を絞殺した事件があった（この事件の被害者は知的障害と身体障害の重複障害児であり、脳性麻痺者ではなかった）。この事件でも母親に同情的な立場から減刑や無罪を嘆願する運動が起こった。そこで全国青い芝の会は、罪は罪として裁くよう厳正な裁判を要求した。この活動から全国青い芝の会が注目されるようになった。結果的に母親は有罪となったが、懲役2年の求刑に対し執行猶予3年と、殺人事件としては非常に軽い量刑であった。当時の殺人罪の量刑は「死刑又ハ無期若シクハ三年以上ノ懲役」であり、検察官による求刑の時点から情状酌量されていたことになる。
これらの事件に対する抗議行動により、青い芝の会が広く知られることになった。

### 映画『さようならCP』
1972年には、青い芝の会の活動を取材したドキュメンタリー映画『さようならCP』が原一男監督により制作された。「CP」は脳性麻痺を意味する英語 "Cerebral Palsy" の略。この映画には青い芝の会の会員らが出演し「障害者だからといって殺されていいわけじゃない。私たちも人間として自由に生き、そして生活を生きたいのです」と街頭演説する様子が映された。
それまでタブーとされていた「障害者の性」についても語られ、会員らが自らの性体験を赤裸々に語った。しかしその内容が買春や強姦であったことが語られ、不良仲間に誘われて強姦し「そのとき初めて自分の性が満たされたと思った」という発言もあった。また青い芝の会には女性会員もいたが、監督が性体験について語らせたのは男性障害者ばかりであった。そのため後に女性差別であるとしてフェミニズムの立場から批判されることになる。この時代には日本でもすでにウーマンリブ運動が起こっていたが、映画がDVD化された際の特典映像の対談で、原一男は「この頃はフェミニズムについて意識がなかった」と述べている。
また撮影当時すでに横田は結婚しており、原は横田の家庭内でも撮影し、横田の妻（脳性麻痺者）と子供も撮影。妻には撮影を拒否されたが監督は撮り続け、怒りのあまり妻が唇を噛みしめて口から血を流すシーンが映された。そのため横田も最後は早く撮影を終わらせようとしたが、原の妻から「横田さん、撮影を終わらせたいなら逆立ちくらいしないと」と挑発されたという。

### CP女の会の結成
1974年、青い芝の会神奈川連合会の婦人部として結成。後に連合会から離れて活動を行う。「女性障害者の「子宮摘出問題」や後にみる「八王子事件」などが起こるなかで「青い芝婦人部」としてではなく自分たちの立場をより明確にした活動が必要だと考えた女性たちによってこの会は成立した」「女たちは，子育ての中から生まれる新たな地域との摩擦の中で，男たちとは違う差別や偏見を味わい始めていた．男たちは、障害者運動に夢とロマンをかけ、女たちは、日々の生活をかけた」と会員の内田みどりは語る。CP女の会は「これまでの男性を主体とし「思想」を前面に押し出した運動ではなく、実際の生活の中での差別にどのように抗するかを話し合う会としての性格を明確にした。」と研究者の瀬山紀子は記している。
会としては、横浜高島屋事件（1977年3月11日）への抗議とビラまき、『女性自身』（1987年7月15日号）の記事「シリーズ――子宮摘出」を端に発する論争を行い、1994年には活動20周年を記念して「おんなとして、CPとして」（1994年、CP女の会出版）を出版した。
主な会員として、内田みどり、小仲居千鶴子、漆原萩絵、小山清子、横田淑子、矢田佐和子らがいる。

### 関西青い芝の会結成
1973年4月29日には、関西の組織として大阪府に「大阪青い芝の会」が発足した。また同年9月には全国組織として「全国青い芝の会総連合会」が結成され、神奈川連合会創立メンバーの横塚晃一が会長に就任した。翌1974年には兵庫県・和歌山県、1975年には奈良県・京都府に青い芝の会が発足し、青い芝の会関西連合会として全国青い芝の会総連合会の中でも影響力を強めていた。第八養護学校建設反対運動をきっかけに1976年に全国障害者解放運動連絡会議（全障連）が大阪府内で結成され、横塚が初代会長に就任した。
1974年、兵庫県神戸市在住の福永年久（生まれは徳島県鳴門市）が、映画『さようならCP』をきっかけに青い芝の会へ加入。1976年に父との確執により家出、一人で青い芝の会神奈川県連合会へ「研修」に赴き、その3週間後に姫路市で自立生活を始めた。福永は兵庫青い芝の会の中心人物として、1978年には全国青い芝の会総連合会の常任委員となり、赤堀闘争や川崎バス闘争にも参加した。
青い芝の会は脳性麻痺者の団体であるが、同会主導の下に健全者の組織化も試みられた。重度障害者の自立に際しては、健全者による介護は避けられない問題だったからである。だが青い芝の会は健全者に対する告発型の運動が中心であったため、会員には健全者への敵対心や警戒心も強くこうした試みは賛否両論だった。
関西では介助者が中心となり、障害者の手足として協力する団体として「自立障害者集団友人組織関西グループ・ゴリラ」が組織され、出版部門として「リボン社」を設立した。しかしグループ・ゴリラ内でもリボン社専従職員が主導権を握る構図への反発が起き、主導権争いとなった。1977年10月17日には、関西青い芝の会、グループ・ゴリラ、リボン社三者共同で「緊急あぴいる」を出し事態の打開を呼びかけたが、1978年3月に全国青い芝の会は、グループ・ゴリラ、全国健全者連絡協議会を友人組織として認められないとして除名を通告した。その結果両会は解散し健全者の組織化は失敗した。重度障害者の多い大阪青い芝の会はグループ・ゴリラ解散に反対し、同年3月27日に関西青い芝の会を脱退してグループ・ゴリラ存続を決定したが、その後の混乱は免れなかった。
1982年、福永は全国活動を休止し西宮市へ転居。1988年、兵庫青い芝の会の活動拠点として西宮市に「阪神障害者解放センター」を設立。差別糾弾闘争を続けながら、姫路や神戸で作業所・デイケアを運営していたが、1995年に阪神・淡路大震災で被災。復興活動を行うが過労により脳梗塞で倒れ、3年間寝たきりとなる。
2000年に介護保険制度が開始され、神戸市長田区で介護派遣事業所の NPO法人が設立され福永が代表に就任。さらに福永は2003年から支援費制度を用いて介護派遣事業所のNPO法人「遊び雲」を設立し、現在に至る。

### 横塚と横田の死去
1978年7月20日、会の中心人物であり全国青い芝の会の会長であった横塚晃一が死去（1935年2月7日生、埼玉県出身）、全国青い芝の会は再編を余儀なくされることになった。
1975年に横塚の著書『母よ！殺すな』、1979年1月に横田の著書『障害者殺しの思想』が出版された。ともに絶版となっていたが、立岩真也による解説付きの増補改訂版として再刊された。
2013年6月3日、全国青い芝の会元会長で神奈川県連合会会長の横田弘が死去（1933年5月15日生、横浜市鶴見区出身）。
同2013年9月、全国青い芝の会が「『尊厳死』の法制化に断固反対する声明」を出した

### 相模原障害者殺傷事件への抗議
2014年4月、全国青い芝の会第8代会長として福永年久が就任。
2016年7月26日の相模原障害者施設殺傷事件の発生を受け、全国青い芝の会は同年8月17日付で「相模原市障害者殺傷事件の見解」を出した。事件は容疑者個人だけの問題ではなく「地域社会と国の障害者に対しての分離隔離収容政策に根強く残っている優生思想こそが、この度の事件の誘発要因」との見解を示した。その上で、施設からの完全な地域移行計画と地域生活支援の飛躍的拡充、「殺されてよい命、死んでよかったというような命はない」との毅然としたメッセージを社会全体で示すことが必要と主張した。

### 活動停止と再建
2019年、全国青い芝の会の有志である矢賀道子・片岡博・利光徹・原田尚昭が「全国青い芝再建委員会」を結成。話し合いの結果、2019年12月31日で3か月限定の活動停止宣言を行う。
活動停止宣言下で、全国青い芝再建委員会の中で論議を重ね、新たな「日本脳性マヒ者協会全国青い芝の会」としての姿が練られる。その結果、活動理念は今までと変わることなく、各地方組織が解体され個人会員制となる。また各専門部会（優生・教育・生活・交通）は無くなり、優生部門と教育部門を中心に担当制を置くものとなる。そしてこの間に全国に散らばる全国青い芝の会の元会員に呼びかけがなされ、集った人たちを新会員として新たに出発することとした。
2020年4月1日、新執行部が仮に立てられる。会長・矢賀道子、副会長・片岡博、事務局長・原田尚昭、事務局長補佐・利光徹が就任。この際に行動綱領の見直しが図られ「一、我らは自らが脳性マヒ者であることを自覚する。一、我らは強烈な自己主張を行う。一、我らは愛と正義を否定する。一、我らは優生思想を基にした健全者文明を否定する（我らは健全者文明を否定する。から変更）。」を仮の新執行部で承認し、各会員に通達した。
2020年6月に新しい「日本脳性マヒ者協会全国青い芝の会」の最高決定機関とされる第1回総会を予定していたが、コロナ禍で延期となる。現在、教育・優生問題を中心に活動中。

## 歴代会長
- 初代（全国化以前）山北厚 1957.11.3 - 1973.9
- 全国化初代 横塚晃一 1973.9 - 1978.7.20
- 2代 横田弘 1981.12 - 1983.11
- 3代 中山善人 1983.11 - 1998.11
- 4代 小山正義 1998.11 - 2000.11
- 5代 福田文恵 2000.11 - 2003.11
- 6代 片岡博 2003.11 - 2006.11
- 7代 金子和弘 2006.11 - 2014.11
- 8代 福永年久 2014.4 - 2020.12.31
- 9代 矢賀道子 2020.4.1 -